# Аллерой (Ножай-Юртовский район)
Аллеро́й (чечен. Ӏалара) — село в Ножай-Юртовском районе Чеченской Республики. Административный центр Аллеройского сельского поселения.

## География
Село расположено на левом берегу реки Аксай, в 11 км к юго-западу от районного центра — Ножай-Юрт и в 80 км к юго-востоку от города Грозный.
Ближайшие населённые пункты: на севере — сёла Девлатби-Хутор и Шовхал-Берды, на северо-востоке — село Бетти-Мохк, на востоке — село Совраги, на юге — село Саясан, на юго-западе — село Исай-Юрт и на западе — село Турты-Хутор.

## История

### В древности
На территории села в 1882 году Семёновым исследованы захоронения в каменных ящиках, которые относятся к кобанской культуре. По-видимому, в них были обнаружены две волчьи головки, которые хранятся в Кавказском музее в Тифлисе.

### Поздний период
Родовое село чеченского тайпа Аллерой.
На 1874 год Аллерой входил в состав I-го участка Веденского округа Терской области, в селе было 100 дворов с 443 жителями. На территории села также находилась одна мечеть.
В 1944 году, после выселения чеченцев и упразднения Чечено-Ингушской АССР селение было переименовано в Моксоб и заселён выходцами из одноимённого села Чародинского района Дагестана.

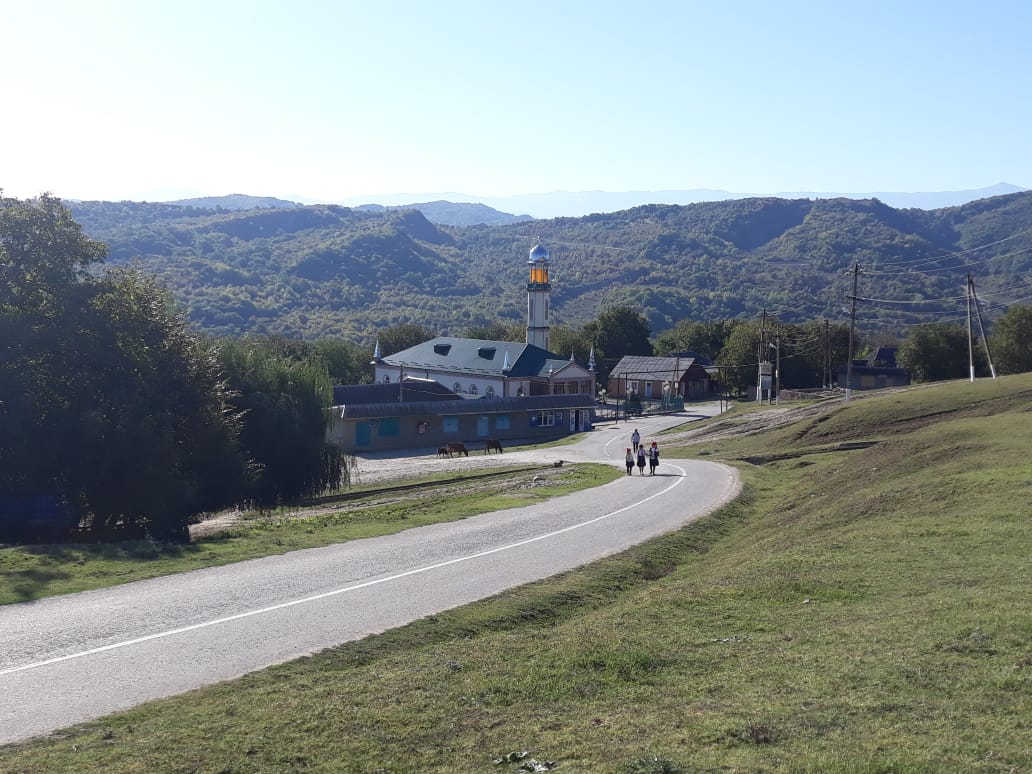
Мечеть в Аллерое

После восстановления Чечено-Ингушетии в 1958 году селу было возвращено его прежнее название, а выходцы из Дагестанца переселены в село Кушбар-1 Хасавюртовского района (ныне село Моксоб).

## Население
| 1990 | 2002 | 2010  |
| ---- | ---- | ----- |
| 1076 | ↘906 | ↗1085 |

## Инфраструктура
В селе действуют Аллероевская муниципальная средняя общеобразовательная школа и детский сад.

## Улицы
Улицы села:
- А. А. Абдулаева,
- А-Х. Кадырова,
- А. Бахаева,
- Аллероева,
- Б. Б. Закриева,
- З. С. Абдулаев,
- М. А. Закриевой,
- Хажи,
- Ю. У. Абубакарова[13].